# La Magdelaine-sur-Tarn
Pour les articles homonymes, voir La Magdelaine.
La Magdelaine-sur-Tarn (en occitan, La Magdalena de Tarn) est une commune française située dans le sud-ouest de la France, dans le nord-est du département de la Haute-Garonne, en région Occitanie. Elle est située à une trentaine de kilomètres au nord de Toulouse, et est traversée par le Tarn dans sa partie nord. Elle fait partie de l'aire d'attraction de Toulouse.
La Magdelaine-sur-Tarn est une commune rurale qui compte 1 226 habitants en 2022, après avoir connu une forte hausse de la population depuis 1975. Elle fait partie de l'aire d'attraction de Toulouse. Ses habitants sont appelés les Magdelainois ou  Magdelainoises.
Sur le plan historique et culturel, la commune est dans le Frontonnais, un pays entre Garonne et Tarn constitué d'une succession de terrasses caillouteuses qui ont donné naissance à de riches terroirs, réputés pour leus vins et leurs fruits. Exposée à un climat océanique altéré, elle est drainée par le Tarn, le ruisseau de Rieu Tort et par divers autres petits cours d'eau. La commune possède un patrimoine naturel remarquable : un site Natura 2000 (Les « vallées du Tarn, de l'Aveyron, du Viaur, de l'Agout et du Gijou ») et une zone naturelle d'intérêt écologique, faunistique et floristique.

## Géographie

### Localisation
La commune de Magdelaine-sur-Tarn se trouve dans le département de la Haute-Garonne, en région Occitanie.
Elle se situe à 24 km à vol d'oiseau de Toulouse, préfecture du département, et à 7 km de Villemur-sur-Tarn, bureau centralisateur du canton de Villemur-sur-Tarn dont dépend la commune depuis 2015 pour les élections départementales.
La commune fait en outre partie du bassin de vie de Bessières.
Les communes les plus proches sont : 
Mirepoix-sur-Tarn (2,3 km), Layrac-sur-Tarn (2,6 km), Bondigoux (3,1 km), Villematier (3,3 km), Montjoire (4,7 km), Bessières (5,3 km), Vacquiers (6,3 km), Paulhac (6,4 km).
Sur le plan historique et culturel, La Magdelaine-sur-Tarn fait partie du Frontonnais, un pays entre Gaonne et Tarn constitué d'une succession de terrasses caillouteuses qui ont donné naissance à de riches terroirs, réputés pour leus vins et leurs fruits.
La Magdelaine-sur-Tarn est limitrophe de sept autres communes.
Les communes limitrophes sont Bondigoux, Bessières, Layrac-sur-Tarn, Mirepoix-sur-Tarn, Montjoire, Vacquiers et Villematier.
| Villematier | Bondigoux              | Layrac-sur-Tarn   |
| Vacquiers   | La Magdelaine-sur-Tarn | Mirepoix-sur-Tarn |
|             | Montjoire              | Bessières         |

### Géologie et relief
La superficie de la commune est de 682 hectares ; son altitude varie de 85  à   122 mètres.

### Hydrographie

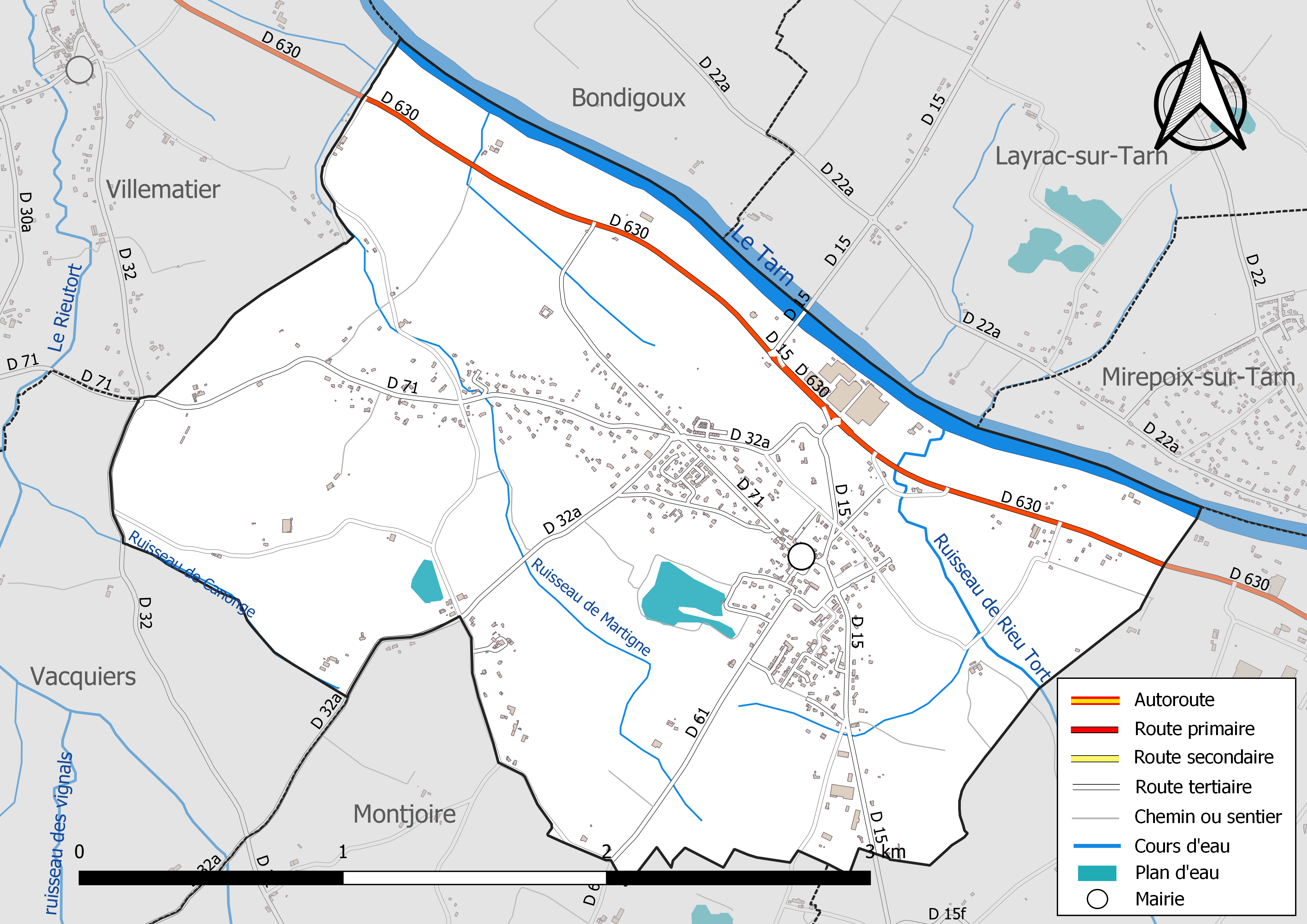
Réseaux hydrographique et routier de La Magdelaine-sur-Tarn.

La commune est dans le bassin de la Garonne, au sein du bassin hydrographique Adour-Garonne. Elle est drainée par le Tarn, le ruisseau de Rieu Tort, le ruisseau de Canonge, le ruisseau de Martigne et par deux petits cours d'eau, constituant un réseau hydrographique de 9 km de longueur totale,.
Le Tarn, d'une longueur totale de 380 km, prend sa source sur le mont Lozère, dans le nord de la commune du Pont de Montvert - Sud Mont Lozère en Lozère, et se jette dans la Garonne à Saint-Nicolas-de-la-Grave, en Tarn-et-Garonne.

### Climat
Pour des articles plus généraux, voir Climat de l'Occitanie et Climat de la Haute-Garonne.
En 2010, le climat de la commune est de type climat du Bassin du Sud-Ouest, selon une étude s'appuyant sur une série de données couvrant la période 1971-2000. En 2020, Météo-France publie une typologie des climats de la France métropolitaine dans laquelle la commune est exposée à un climat océanique altéré et est dans la région climatique Aquitaine, Gascogne, caractérisée par une pluviométrie abondante au printemps, modérée en automne, un faible ensoleillement au printemps, un été chaud (19,5 °C), des vents faibles, des brouillards fréquents en automne et en hiver et des orages fréquents en été (15 à 20 jours).
Pour la période 1971-2000, la température annuelle moyenne est de 13,3 °C, avec une amplitude thermique annuelle de 16,1 °C. Le cumul annuel moyen de précipitations est de 754 mm, avec 9,6 jours de précipitations en janvier et 5,4 jours en juillet. Pour la période 1991-2020, la température moyenne annuelle observée sur la station météorologique la plus proche, située sur la commune de Blagnac à 23 km à vol d'oiseau, est de 14,2 °C et le cumul annuel moyen de précipitations est de 627,0 mm,. Pour l'avenir, les paramètres climatiques de la commune estimés pour 2050 selon différents scénarios d'émission de gaz à effet de serre sont consultables sur un site dédié publié par Météo-France en novembre 2022.

### Milieux naturels et biodiversité

#### Réseau Natura 2000

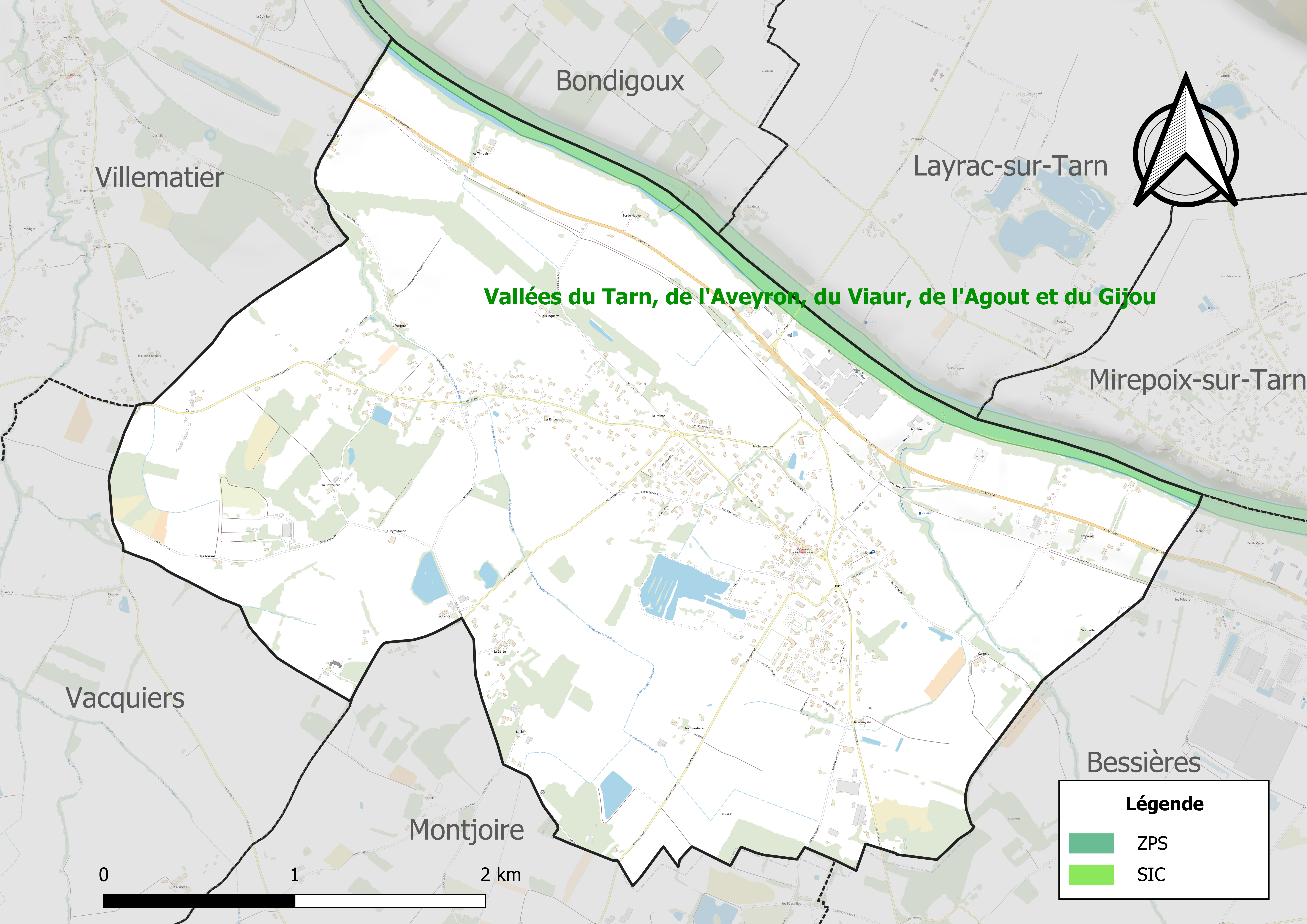
Site Natura 2000 sur le territoire communal.

Le réseau Natura 2000 est un réseau écologique européen de sites naturels d'intérêt écologique élaboré à partir des directives habitats et oiseaux, constitué de zones spéciales de conservation (ZSC) et de zones de protection spéciale (ZPS).
Un site Natura 2000 a été défini sur la commune au titre de la directive habitats : Les « vallées du Tarn, de l'Aveyron, du Viaur, de l'Agout et du Gijou », d'une superficie de 17 144 ha, s'étendent sur 136 communes dont 41 dans l'Aveyron, 8 en Haute-Garonne, 50 dans le Tarn et 37 dans le Tarn-et-Garonne. Elles présentent une très grande diversité d'habitats et d'espèces dans ce vaste réseau de cours d'eau et de gorges. La présence de la Loutre d'Europe et de la moule perlière d'eau douce est également d'un intérêt majeur.

#### Zones naturelles d'intérêt écologique, faunistique et floristique

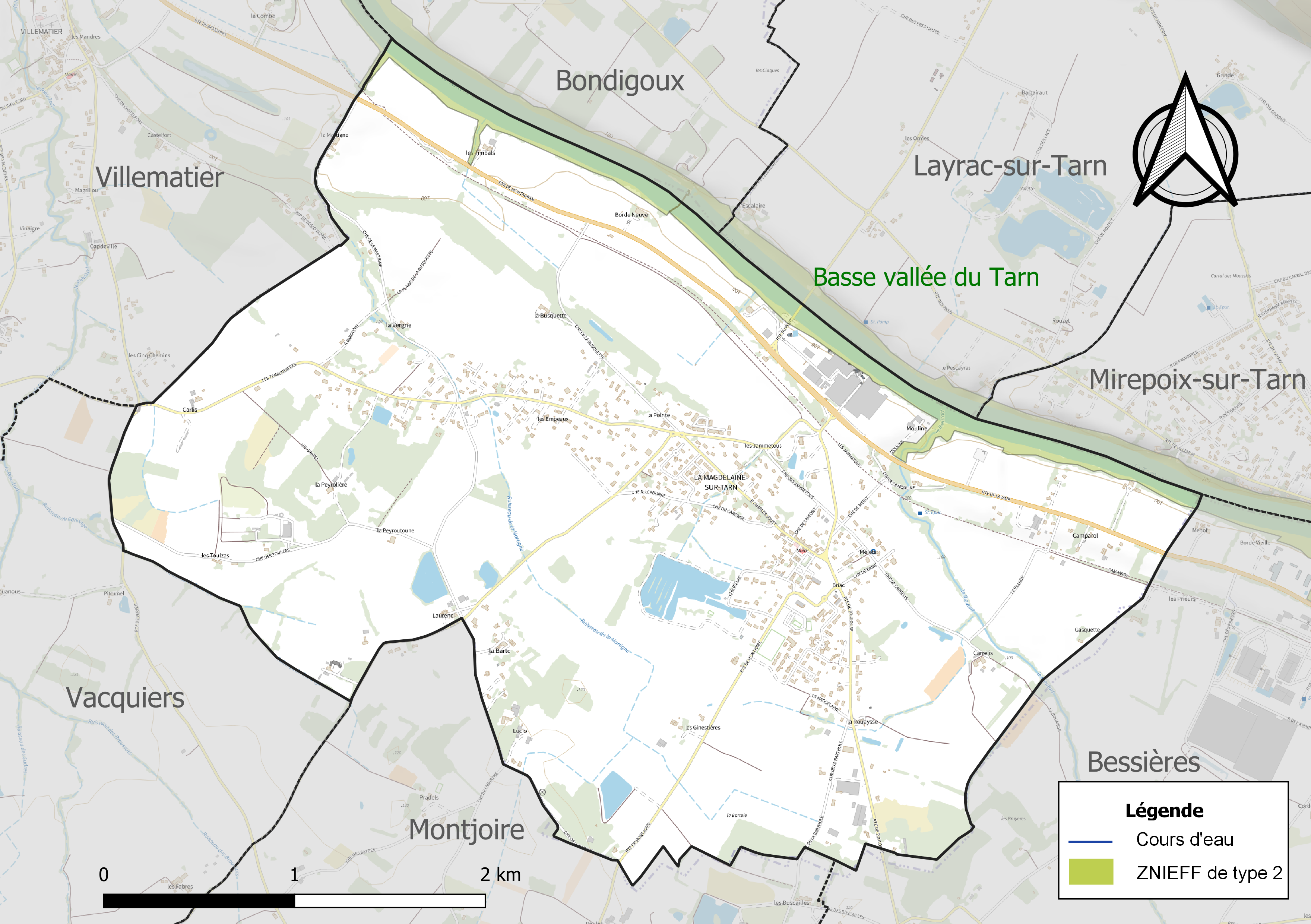
Carte de la ZNIEFF de type 2 localisée sur la commune.

L’inventaire des zones naturelles d'intérêt écologique, faunistique et floristique (ZNIEFF) a pour objectif de réaliser une couverture des zones les plus intéressantes sur le plan écologique, essentiellement dans la perspective d’améliorer la connaissance du patrimoine naturel national et de fournir aux différents décideurs un outil d’aide à la prise en compte de l’environnement dans l’aménagement du territoire.
Une ZNIEFF de type 2 est recensée sur la commune :
la « basse vallée du Tarn » (3 623 ha), couvrant 49 communes dont huit dans la Haute-Garonne, 20 dans le Tarn et 21 dans le Tarn-et-Garonne.

## Urbanisme

### Typologie
Au 1er janvier 2024, La Magdelaine-sur-Tarn est catégorisée commune rurale à habitat dispersé, selon la nouvelle grille communale de densité à sept niveaux définie par l'Insee en 2022.
Elle est située hors unité urbaine. Par ailleurs la commune fait partie de l'aire d'attraction de Toulouse, dont elle est une commune de la couronne,. Cette aire, qui regroupe 527 communes, est catégorisée dans les aires de 700 000 habitants ou plus (hors Paris),.

### Occupation des sols
L'occupation des sols de la commune, telle qu'elle ressort de la base de données européenne d’occupation biophysique des sols Corine Land Cover (CLC), est marquée par l'importance des territoires agricoles (84,9 % en 2018), en diminution par rapport à 1990 (92,4 %). La répartition détaillée en 2018 est la suivante : 
terres arables (61,5 %), zones agricoles hétérogènes (22,7 %), zones urbanisées (9,9 %), eaux continentales (4 %), forêts (1,3 %), prairies (0,6 %). L'évolution de l’occupation des sols de la commune et de ses infrastructures peut être observée sur les différentes représentations cartographiques du territoire : la carte de Cassini (XVIIIe siècle), la carte d'état-major (1820-1866) et les cartes ou photos aériennes de l'IGN pour la période actuelle (1950 à aujourd'hui).

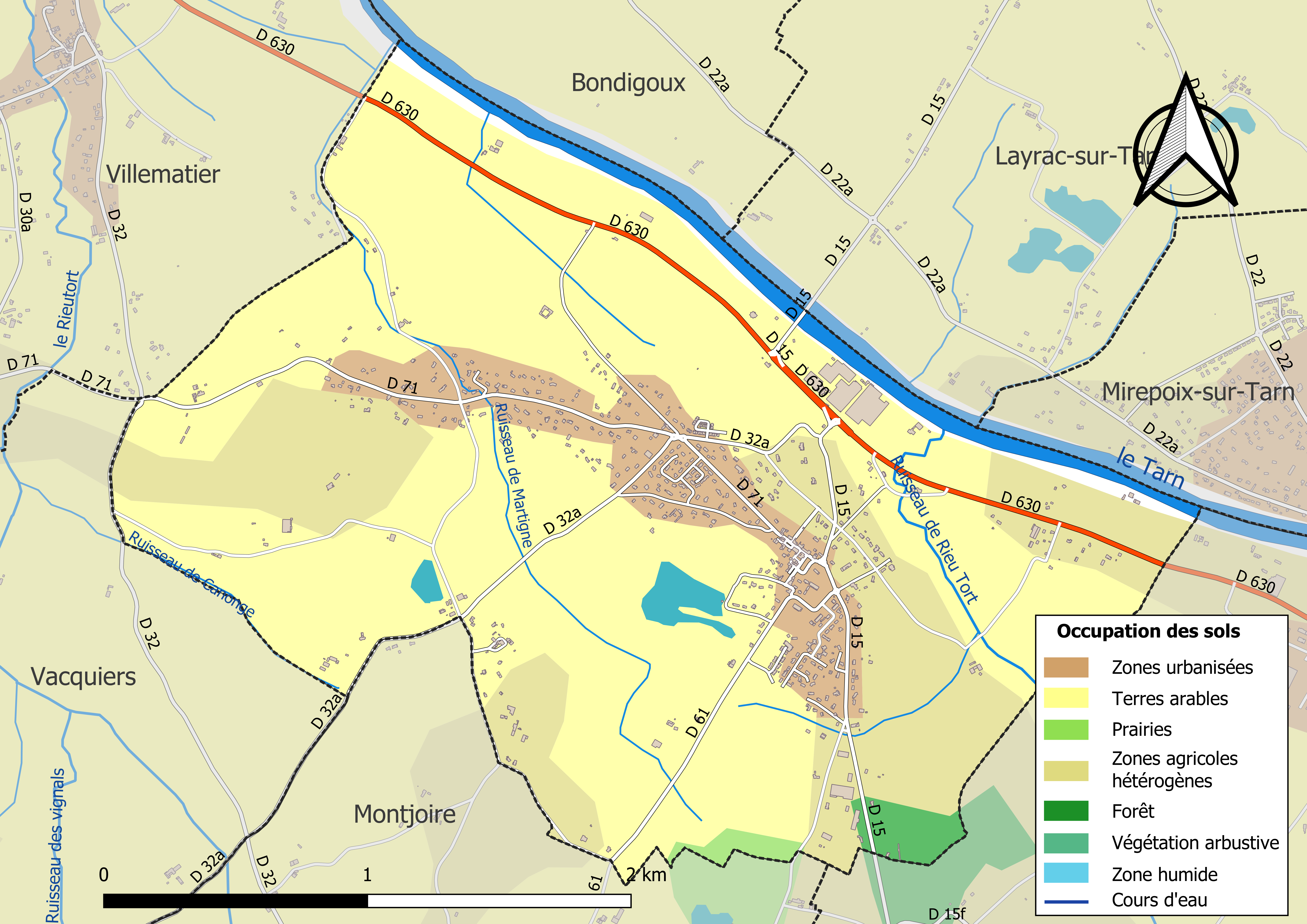
Carte des infrastructures et de l'occupation des sols de la commune en 2018 (CLC).

### Voies de communication et transports
La commune est accessible par l'autoroute A68 (sortie  4 direction Bessières, Buzet-sur-Tarn) et les routes départementales RD 630 (ancienne RN 630) ou les RD 15 et 61 depuis Toulouse.
La gare la plus proche est la gare de Buzet - Roqueserière, reliée au réseau TER Occitanie.
La ligne 353 du réseau Arc-en-Ciel relie le centre de la commune à la station Balma - Gramont du métro de Toulouse depuis Bessières, et la ligne 354 relie le centre de la commune à la gare routière de Toulouse ou à la station Borderouge depuis Buzet-sur-Tarn.

### Risques majeurs
Le territoire de la commune de La Magdelaine-sur-Tarn est vulnérable à différents aléas naturels : météorologiques (tempête, orage, neige, grand froid, canicule ou sécheresse), inondations et séisme (sismicité très faible). Un site publié par le BRGM permet d'évaluer simplement et rapidement les risques d'un bien localisé soit par son adresse soit par le numéro de sa parcelle.
Certaines parties du territoire communal sont susceptibles d’être affectées par le risque d’inondation par débordement de cours d'eau, notamment le Tarn. La commune a été reconnue en état de catastrophe naturelle au titre des dommages causés par les inondations et coulées de boue survenues en 1982, 1999 et 2009,.

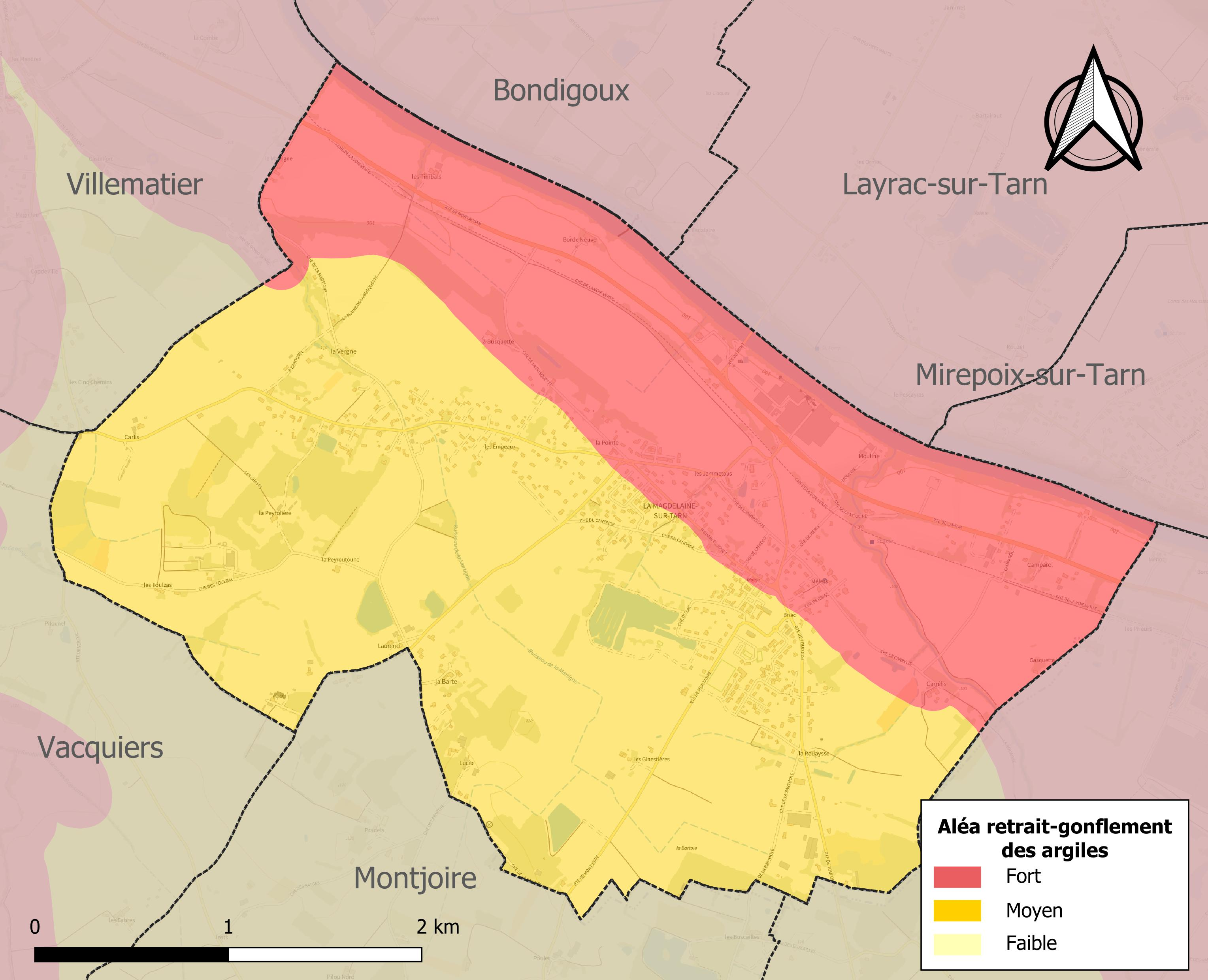
Carte des zones d'aléa retrait-gonflement des sols argileux de La Magdelaine-sur-Tarn.

Le retrait-gonflement des sols argileux est susceptible d'engendrer des dommages importants aux bâtiments en cas d’alternance de périodes de sécheresse et de pluie. La totalité de la commune est en aléa moyen ou fort (88,8 % au niveau départemental et 48,5 % au niveau national). Sur les 421 bâtiments dénombrés sur la commune en 2019, 421 sont en aléa moyen ou fort, soit 100 %, à comparer aux 98 % au niveau départemental et 54 % au niveau national. Une cartographie de l'exposition du territoire national au retrait gonflement des sols argileux est disponible sur le site du BRGM,.
Par ailleurs, afin de mieux appréhender le risque d’affaissement de terrain, l'inventaire national des cavités souterraines permet de localiser celles situées sur la commune.
Concernant les mouvements de terrains, la commune a été reconnue en état de catastrophe naturelle au titre des dommages causés par la sécheresse en 1989, 1992, 2002, 2003, 2011 et 2013 et par des mouvements de terrain en 1999.

## Histoire
Sous l'Ancien Régime, elle faisait partie du Bas-Montauban, ancien diocèse civil du Languedoc.
La commune est créée en 1882.

## Politique et administration

### Administration municipale
Le nombre d'habitants au recensement de 2017 étant compris entre 500 et 1 499 habitants, le nombre de membres du conseil municipal pour l'élection de 2020 est de quinze,.

### Rattachements administratifs et électoraux
Commune faisant partie de la Cinquième circonscription de la Haute-Garonne de la communauté de communes de Val'Aïgo et du canton de Villemur-sur-Tarn.

### Liste des maires
| Période                                  | Période  | Identité                  | Étiquette | Qualité                                                                               |
| ---------------------------------------- | -------- | ------------------------- | --------- | ------------------------------------------------------------------------------------- |
| mars 1989                                | 2014     | Claude Gualandris         |           |                                                                                       |
| mars 2014                                | En cours | Isabelle Narducci-Gayraud | LREM      | Fonctionnaire, suppléante du député App.Horizons Jean-François Portarrieu depuis 2017 |
| Les données manquantes sont à compléter. |          |                           |           |                                                                                       |

## Population et société

### Démographie
L'évolution du nombre d'habitants est connue à travers les recensements de la population effectués dans la commune depuis 1881. Pour les communes de moins de 10 000 habitants, une enquête de recensement portant sur toute la population est réalisée tous les cinq ans, les populations de référence des années intermédiaires étant quant à elles estimées par interpolation ou extrapolation. Pour la commune, le premier recensement exhaustif entrant dans le cadre du nouveau dispositif a été réalisé en 2008.

En 2022, la commune comptait 1 226 habitants, en évolution de +5,33 % par rapport à 2016 (Haute-Garonne : +8,02 %, France hors Mayotte : +2,11 %).
| 1881 | 1886 | 1891 | 1896 | 1901 | 1906 | 1911 | 1921 | 1926 |
| ---- | ---- | ---- | ---- | ---- | ---- | ---- | ---- | ---- |
| 238  | 264  | 255  | 250  | 256  | 254  | 173  | 206  | 242  |

| 1931 | 1936 | 1946 | 1954 | 1962 | 1968 | 1975 | 1982 | 1990 |
| ---- | ---- | ---- | ---- | ---- | ---- | ---- | ---- | ---- |
| 244  | 243  | 208  | 237  | 248  | 235  | 258  | 392  | 492  |

| 1999 | 2006 | 2008 | 2013  | 2018  | 2022  | - | - | - |
| ---- | ---- | ---- | ----- | ----- | ----- | - | - | - |
| 609  | 905  | 990  | 1 136 | 1 178 | 1 226 | - | - | - |

| selon la population municipale des années : | 1968 | 1975 | 1982 | 1990 | 1999 | 2006 | 2009 | 2013 |
| Rang de la commune dans le département      | 227  | 222  | 192  | 203  | 190  | 166  | 158  | 153  |
| Nombre de communes du département           | 592  | 582  | 586  | 588  | 588  | 588  | 589  | 589  |

### Enseignement
La Magdelaine-sur-Tarn fait partie de l'académie de Toulouse.
L'éducation est assurée sur la commune par un groupe scolaire : maternelle et primaire.

### Culture et festivités
Comité des fêtes, danse, musique, fête du village, chaque troisième week-end du mois de juillet.

### Sports
Voie verte de l'arrière Pays toulousain, gymnastique, chasse, yoga, football, tennis,

### Écologie et recyclage
Une déchetterie est présente sur la commune de Villemur-sur-Tarn.

## Économie

### Revenus
En 2018  (données Insee publiées en septembre 2021), la commune compte 453 ménages fiscaux, regroupant 1 203 personnes. La médiane du revenu disponible par unité de consommation est de 21 740 € (23 140 € dans le département).

### Emploi
|                | 2008  | 2013  | 2018  |
| -------------- | ----- | ----- | ----- |
| Commune        | 6 %   | 6,6 % | 7,7 % |
| Département    | 7,7 % | 9,6 % | 9,3 % |
| France entière | 8,3 % | 10 %  | 10 %  |

En 2018, la population âgée de 15 à 64 ans s'élève à 744 personnes, parmi lesquelles on compte 79,6 % d'actifs (71,9 % ayant un emploi et 7,7 % de chômeurs) et 20,4 % d'inactifs,. Depuis 2008, le taux de chômage communal (au sens du recensement) des 15-64 ans est inférieur à celui de la France et du département.
La commune fait partie de la couronne de l'aire d'attraction de Toulouse, du fait qu'au moins 15 % des actifs travaillent dans le pôle,. Elle compte 278 emplois en 2018, contre 300 en 2013 et 296 en 2008. Le nombre d'actifs ayant un emploi résidant dans la commune est de 540, soit un indicateur de concentration d'emploi de 51,4 % et un taux d'activité parmi les 15 ans ou plus de 66,2 %.
Sur ces 540 actifs de 15 ans ou plus ayant un emploi, 71 travaillent dans la commune, soit 13 % des habitants. Pour se rendre au travail, 91,9 % des habitants utilisent un véhicule personnel ou de fonction à quatre roues, 1,3 % les transports en commun, 3,8 % s'y rendent en deux-roues, à vélo ou à pied et 3,1 % n'ont pas besoin de transport (travail au domicile).

### Activités hors agriculture

#### Secteurs d'activités
103 établissements sont implantés  à la Magdelaine-sur-Tarn au 31 décembre 2019. Le tableau ci-dessous en détaille le nombre par secteur d'activité et compare les ratios avec ceux du département,.
| Secteur d'activité                                                                                        | Commune | Commune | Département |
| Secteur d'activité                                                                                        | Nombre  | %       | %           |
| --- | ------- | ------- | ----------- |
| Ensemble                                                                                                  | 103     | 100 %   | (100 %)     |
| Industrie manufacturière, industries extractives et autres                                                | 12      | 11,7 %  | (5,7 %)     |
| Construction                                                                                              | 22      | 21,4 %  | (12 %)      |
| Commerce de gros et de détail, transports, hébergement et restauration                                    | 24      | 23,3 %  | (25,9 %)    |
| Information et communication                                                                              | 1       | 1 %     | (4,1 %)     |
| Activités financières et d'assurance                                                                      | 1       | 1 %     | (3,8 %)     |
| Activités immobilières                                                                                    | 6       | 5,8 %   | (4,2 %)     |
| Activités spécialisées, scientifiques et techniques et activités de services administratifs et de soutien | 15      | 14,6 %  | (19,8 %)    |
| Administration publique, enseignement, santé humaine et action sociale                                    | 12      | 11,7 %  | (16,6 %)    |
| Autres activités de services                                                                              | 10      | 9,7 %   | (7,9 %)     |

Le secteur du commerce de gros et de détail, des transports, de l'hébergement et de la restauration est prépondérant sur la commune puisqu'il représente 23,3 % du nombre total d'établissements de la commune (24 sur les 103 entreprises implantées  à la La Magdelaine-sur-Tarn), contre 25,9 % au niveau départemental.

#### Entreprises et commerces
Les cinq entreprises ayant leur siège social sur le territoire communal qui génèrent le plus de chiffre d'affaires en 2020 sont : 
- Lagrange Production, fabrication de charpentes et d'autres menuiseries (33 717 k€)
- Menuiserie Schleck - MS, travaux de menuiserie bois et PVC (370 k€)
- Sirius Nettoyage, nettoyage courant des bâtiments (189 k€)
- TMTP, travaux de terrassement courants et travaux préparatoires (103 k€)
- Solaria SDC, production d'électricité (22 k€)

### Agriculture
|               | 1988 | 2000 | 2010 | 2020 |
| ------------- | ---- | ---- | ---- | ---- |
| Exploitations | 16   | 10   | 7    | 3    |
| SAU (ha)      | 345  | 383  | 320  | 142  |

La commune est dans le Frontonnais, une petite région agricole occupant le nord-est du département de la Haute-Garonne, dont les coteaux portent des grandes cultures en sec avec une dominante blé dur et tournesol. En 2020, l'orientation technico-économique de l'agriculture  sur la commune est la polyculture et/ou le polyélevage. Trois exploitations agricoles ayant leur siège dans la commune sont dénombrées lors du recensement agricole de 2020 (16 en 1988). La superficie agricole utilisée est de 142 ha,,.

## Culture locale et patrimoine

### Lieux et monuments
- Le pigeonnier, construit au milieu du XVIIIe siècle. D'après les écrits de Dominique Letelier, ce type de pigeonnier se situe toujours à l'écart des habitations.
- La place du Souvenir. Place centrale du village, elle a ainsi été nommée en mémoire des soldats magdelainois morts pour la France durant la Première Guerre mondiale. Cette place a été inaugurée le 13 mars 1938 par le préfet de la Haute-Garonne Chapuis.

C'est aussi la place de la mairie et de l'école, comme dans beaucoup de petits villages de l'époque. Une statue de la Vierge y est aussi installée, depuis la bénédiction de ce lieu par l'évêque de Toulouse monseigneur Garrone, en 1961.
C'est le lieu de retrouvailles des Magdelainois notamment pour la fête du village, chaque deuxième week-end du mois de juillet.
- L’église Sainte-Marie terminée en 1785.

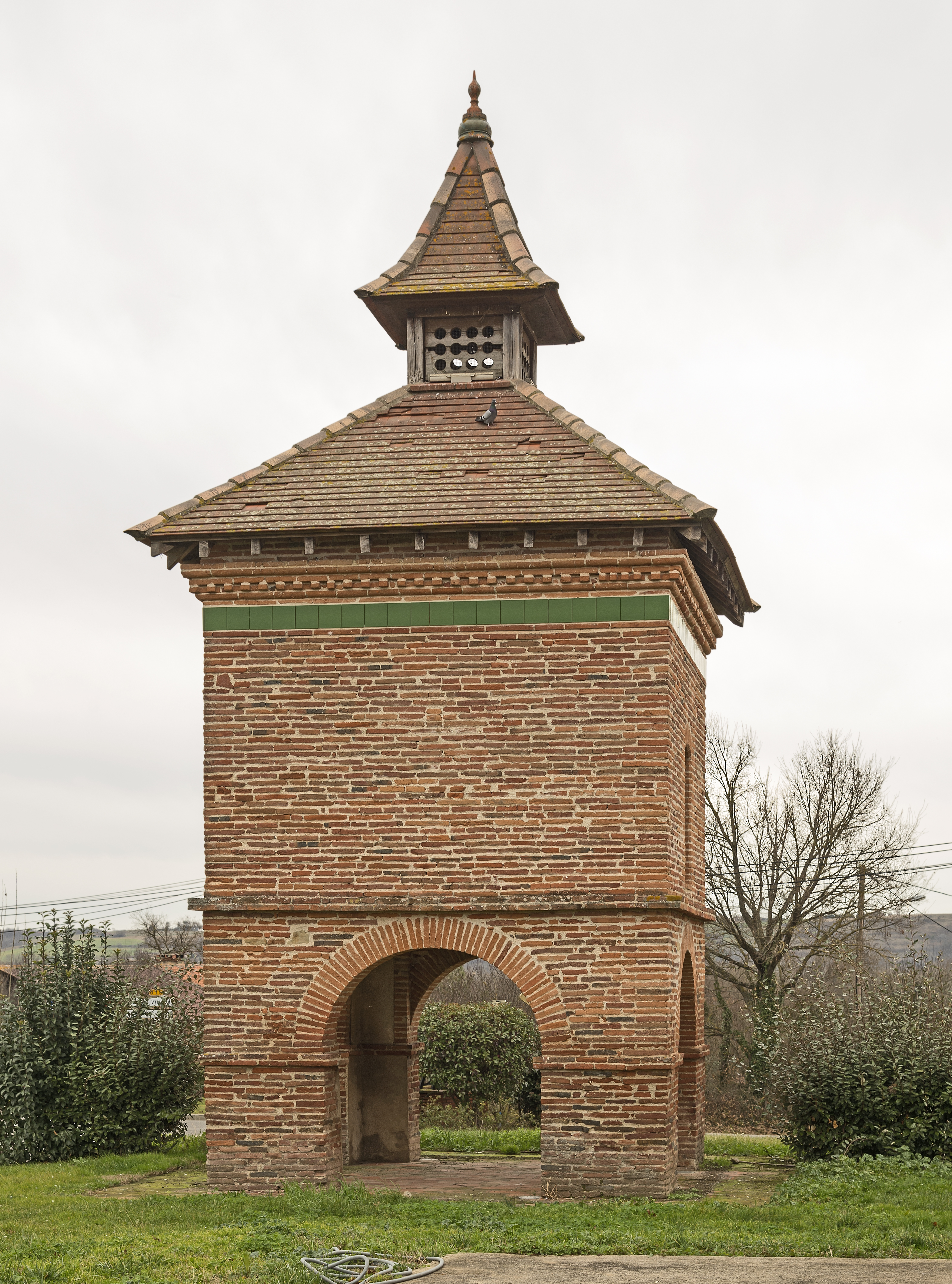
Le pigeonnier du XVIIIe siècle.
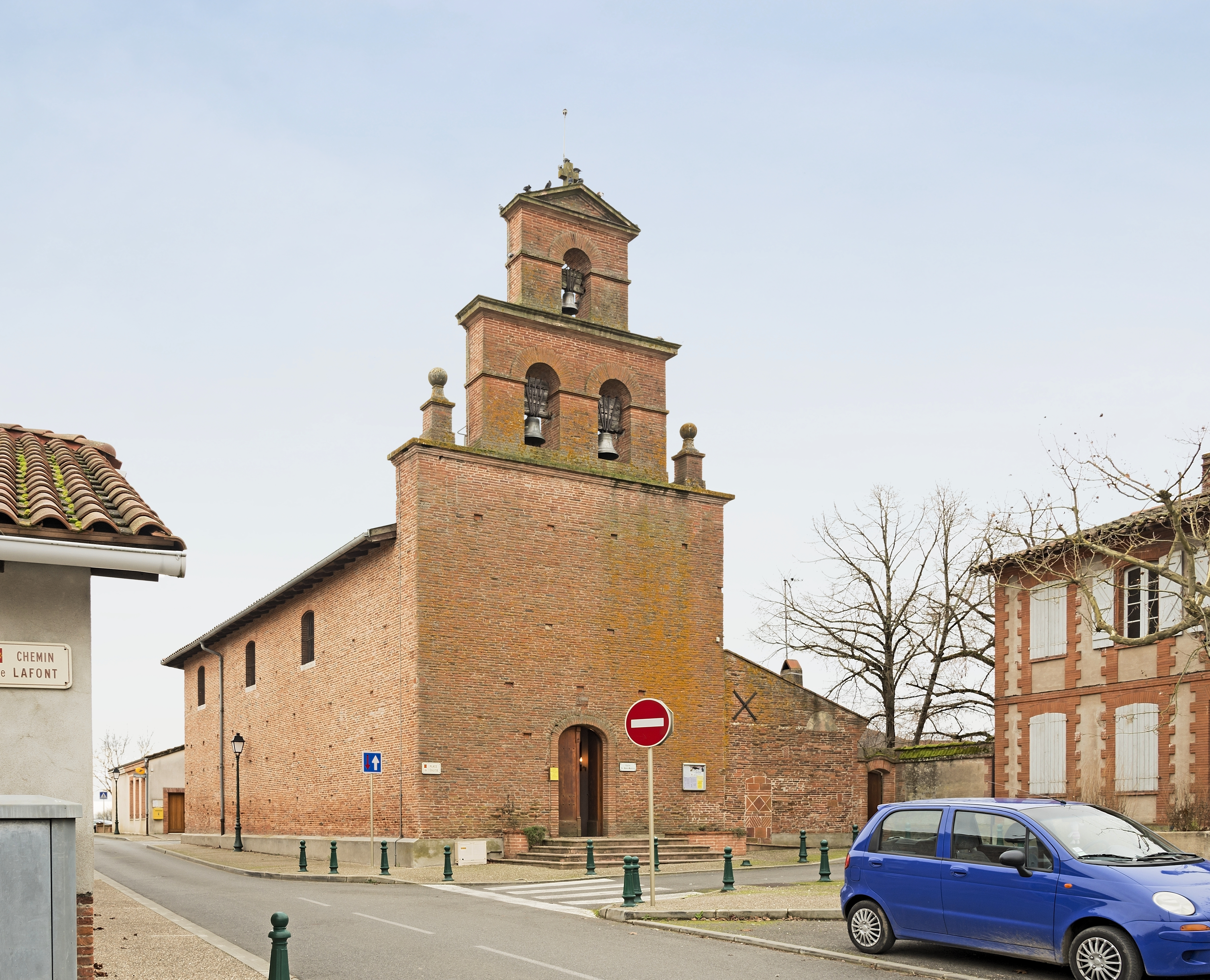
L'église Sainte-Marie.

### Personnalités liées à la commune
Jean-Claude Vacquier : tueur de masse à La Magdelaine-sur-Tarn, le 10 juillet 2008.